# Castel San Giorgio
Castel San Giorgio é uma comuna italiana da região da Campânia, província de Salerno, com cerca de 12.635 habitantes. Estende-se por uma área de 13 km², tendo uma densidade populacional de 972 hab/km². Faz fronteira com Mercato San Severino, Nocera Inferiore, Roccapiemonte, Sarno, Siano.
É a cidade onde nasceu o jornalista Renato Lombardi.

## Demografia
| Variação demográfica do município entre 1861 e 2011                               |
|                                                                                   |
| Fonte: Istituto Nazionale di Statistica (ISTAT) - Elaboração gráfica da Wikipedia |